# Miss Mend
Miss Mend (russisk: Мисс Менд) er en sovjetisk film fra 1926 af Fjodor Otsep og Boris Barnet.

## Medvirkende
- Natalia Glan - Vivian Mend
- Boris Barnet - Barnet
- Vladimir Fogel - Vogel
- Igor Ilinskij - Tom Hopkins
- Ivan Koval-Samborskij - Arthur Stern